# (903) Nealley
(903) Nealley – planetoida należąca do zewnętrznej części pasa głównego asteroid okrążająca Słońce w ciągu 5 lat i 306 dni w średniej odległości 3,24 au. Została odkryta 13 września 1918 roku w Obserwatorium Uniwersyteckim w Wiedniu przez Johanna Palisę. Nazwa pochodzi od nazwiska astronoma amatora z Nowego Jorku. Przed nadaniem nazwy planetoida nosiła oznaczenie tymczasowe (903) 1918 EM.